# Chiropterotriton chiropterus
Espèce
Synonymes
- Spelerpes chiropterus Cope, 1863
- Spelerpes laticeps Brocchi, 1883

Statut de conservation UICN

 CR A2ac : 
En danger critique
Chiropterotriton chiropterus est une espèce d'urodèles de la famille des Plethodontidae.

## Répartition
Cette espèce est endémique du centre de l'État de Veracruz au Mexique. Elle se rencontre dans les environs de Huatusco entre 1 000 et 1 200 m d'altitude.

## Taxinomie
Spelerpes laticeps a été placée en synonymie avec Chiropterotriton chiropterus par Thireau en 1986.

## Publication originale
- Cope, 1863 : On Trachycephalus, Scaphiopus and other American Batrachia. Proceedings of the Academy of Natural Sciences of Philadelphia, vol. 15, p. 43-54 (texte intégral).